# コートニー・カーダシアン
コートニー・メアリー・カーダシアン・バーカー（Kourtney Mary Kardashian Barker、1979年4月18日 - ）は、アメリカ合衆国の女性ソーシャライト、タレント、起業家。

## 生い立ち
1979年、ロサンゼルスに生まれる。父はO・J・シンプソン事件裁判の弁護士団の1人として有名なロバート・カーダシアン。母クリス・ジェンナーはマネージャーをしていたり、カーダシアン一家のリアリティ番組などに出演したりしている。父がアルメニア系で、母がイラン系。両親は1989年に離婚し、母は陸上選手のブルース・ジェンナーと再婚した。ブルースの継父は俳優のゲイリー・ビジーの父親である。父ロバートは2003年9月30日に他界。
10人兄弟で、キム・カーダシアン、クロエ・カーダシアン、ロブ・カーダシアン、ケーシー、ケンダル・ジェンナー、カイリー・ジェンナー、バートン、ブランド、ブロディ・ジェンナーがいる。妹のキムとクロエと共にロサンゼルスでファッションブティック「DASH」を所有し、オーナーとして勤める。
カトリック女子学校Marymount High Schoolを卒業後、2年間メソジスト大学に通うため、ダラスに移る。それからツーソンへ引っ越して、アリゾナ大学に通う。スペイン語を専攻し、10代のうちに卒業した。同級生にニコール・リッチー、ルーク・ウォルトンらがいる。

## キャリア
2005年、彼女はリアリティ番組「Filthy Rich: Cattle Drive」のキャストに加わった。有名人がコロラドの小さな町に一緒に住むという内容で彼女はステレオタイプの甘やかされたお嬢様として描写されたが、彼女が慈善事業に大金を寄付したことを番組制作者が明かしている。
2007年に放送が開始されたカーダシアン一家の生活に密着したリアリティ番組「Keeping Up with the Kardashians」に出演している。彼女は言動は控えめだが、キャラクターが視聴者にウケて、シリーズ開始当初から番組の重要人物となり、ファンを増やした。彼女の存在は『Unassuming Firecracker』と形容されている。

## 人物

### 恋愛
以前、スコット・ディシックと婚約していたが、2009年1月に破局。8月にスコットの子供を妊娠していることを明らかにした。妊娠は予定していたものではなく、本人は「ピルを飲み忘れた」と語っている。
2009年12月14日、息子のメイソン・ダッシュ・ディシックが誕生。
2012年7月8日、第二子、娘のペネロペ・スコットランド・ディシックが誕生。
2014年12月14日、第三子、息子のレイン・アストン・ディシックが誕生した。